# Tantal (mitologija)
Tantal (grško Τάνταλος oz. Tantalos) je bil grški mitološki kralj Lidije.

## Življenje pred smrtjo
Tantal je bil kot sin kralja bogov Zevsa eden redkih smrtnikov, ki mu je bilo dano udeleževati se pojedin bogov na Olimpu. Bil je njihov ljubljenec in varovanec. Zaradi vsega tega si je začel Tantal domišljati, da je enak bogovom, saj je pil njihov nektar in jedel ambrozijo z njihove mize. 
Nekega dne je neki deček ukradel kipec iz templja boga Zevsa na Kreti in ga prinesel Tantalu. Ta ga je skril pred bogovi in tajil, da ne ve, kje se nahaja. Mislil je namreč, da bogovi ne vedo za njegovo skrivnost. Bogovi so sicer vedeli, da Tantal skriva kipec, a so upali, da bo Tantal, ko se bo naveličal kipca, le uvidel svojo zmoto in ga vrnil v tempelj. Tantalu pa je dejstvo, da mu ni nobeden od bogov dal vedeti, da je njegovo ravnanje napačno, le še potrdilo prepričanje, da jim je enak.
Sklenil je, da bo še enkrat preizkusil njihovo vsevednost. Ubil je lastnega sina Pelopa in njegovo meso postregel bogovom, ko jih je naslednjič povabil k sebi v goste. Vsi bogovi razen zamišljene boginje Demetre, ki je pojedla košček mesa, so ogorčeni vstali od mize in zahtevali od Zevsa pravično kazen za grešnega kralja. Ta je ob spoznanju, da so bogovi kljub vsemu vsevedni, začel prositi odpuščanja, kar pa ni pomagalo. Zevs je pahnil Tantala v Tartar, kjer ga je čakala huda kazen. Pelopa so obudili v življenje, manjkajoči kos mesa na lopatici, ki ga je pojedla Demetra, pa so mu nadomestili s koščkom slonovine. Tako so se vsi njegovi potomci rodili z belim znamenjem na tem delu telesa.

## Življenje po smrti in kazen
Tantala je v Tartaru čakala grozna, večna kazen. Zevs ga je privezal na sredino reke in poskrbel, da je bil večno žejen. Kadarkoli pa se je sklonil do bistre vode, ki mu je segala do brade, da bi se odžejal, se je gladina umaknila. Tako je bila voda vedno le en palec od Tantalovih ust, doseči pa je ni mogel. 
Še danes pravimo groznemu trpljenju »tantalove muke«.
Po Tantalu se danes imenuje tudi kemijski element tantal.